# يان ويلي
يان ويلي (بالإنجليزية: Jan Wiley)‏ هي ممثلة أمريكية، ولدت في 21 فبراير 1916 في ماريون في الولايات المتحدة، وتوفيت في 26 مايو 1993 في رانتشو بالوس فيرديس في الولايات المتحدة.

## أعمال

### أفلام
- (1946) أجمل سنوات العمر

## وصلات خارجية
- يان ويلي على موقع IMDb (الإنجليزية)
- يان ويلي على موقع ألو سيني (الفرنسية)
- يان ويلي على موقع أول موفي (الإنجليزية)
- يان ويلي على موقع قاعدة بيانات الأفلام السويدية (السويدية)
- يان ويلي على موقع قاعدة بيانات الفيلم (الإنجليزية)
- يان ويلي على موقع كينوبويسك (الروسية)